# Saidai-ji
Saidai-ji (西大寺) chiamato anche il "Grande Tempio Occidentale" è un tempio buddhista situato nella città di Nara, nella Prefettura di Nara, in Giappone. Il tempio fu costruito nel 765 d.C. come equivalente al Tōdai-ji ed è il principale tempio dei Shingon Risshu (真言律宗), setta di Buddhismo dopo che il suo fondatore, Eison, sostituì l'amministrazione nel 1238.